# Адрия
А́дрия (итал. и вен. Adria, лат. Hadria, Adria) — город и коммуна в Италии, располагается в провинции Ровиго области Венеция, на канале Бьянко (Tartaro-Canalbianco-Po di Levante) восточнее Ровиго, между устьями рек По и Адидже.
Население составляет 20 669 человек (на 2004 г.), плотность населения — 183 чел./км². Занимает площадь 113 км². Почтовый индекс — 45011. Телефонный код — 00426.
Покровителем города считается святой Беллино. День города ежегодно празднуется 26 ноября.

## История
Современный город отстоит от Адриатического побережья на 22 км, однако в древности (времена культуры Виллановы) это был самый значительный порт на севере Адриатики, который дал имя всему морю.
На месте нынешнего города крупный порт возник на исходе VI века до н. э. Его основателями могли быть венеты, позднее основную массу населения составляли этруски. Интерес к богатому порту проявляли также греческие колонисты из Эгины и сиракузский тиран Дионисий Старший. Позже город пострадал от нашествия галлов. В римские времена уже известен под названием Атрия (лат. Hatria или Atria).
По мере того как дельта По забивалась илом, море отступало всё дальше на восток и для транспортировки судов в Адрию требовалось прокладывать каналы, которые описывает Плиний Старший. В поздней античности Адрия окончательно уступила главенство Равенне. При варварских нашествиях порт Адрия уже потерял своё значение, но взял на себя новую роль в качестве важной военной крепости на севере Италии. Окончательный упадок порта Адрия пришел после сильнейшего наводнения в 589 году, которое потрясло всю окрестность. После нашествия и разрушения Адрии мадьярами в 920 году местный епископ бежал в Ровиго.
Древний город в значительной степени погребён под современным; богатые находки археологов выставлены в местном музее.
О статусе Адрии как кафедры древней епископии напоминают «новый собор» XVIII века и более древняя церковь Санта-Мария-Ассунта-делла-Томба (ит., перестроена в 1718 году).
В честь города Адрия и Адриатического моря назван астероид (143) Адрия, открытый 23 февраля 1875 года австрийским астрономом Иоганном Пализой в Пуле, который расположен на берегу Адриатического моря.